# Hồ Trung Hậu
Hồ Trung Hậu (1931-1995), nguyên là một tướng lĩnh gốc Nhảy dù của Quân lực Việt Nam Cộng hòa, cấp bậc Chuẩn tướng. Ông xuất thân từ những khóa đầu tiên tại trường Sĩ Quan Trừ bị do Chính phủ Quốc gia Việt Nam được sự hỗ trợ về mặt điều hành và huấn luyện của Quân đội Liên hiệp Pháp mở ra ở miền Nam. Trong thời gian tại ngũ, ông đã phục vụ ở Binh chủng Nhảy dù một thời gian dài từ chức vụ Trung đội trưởng, tuần tự lên đến Phó Tư lệnh Sư đoàn. Sau ông được chuyển sang đơn vị Bộ binh giữ chức vụ Tư lệnh Sư đoàn.

## Tiểu sử & binh nghiệp
Ông sinh vào tháng 1 năm 1931 trong một gia đình khá giả tại Bến Tre, miền Nam Việt Nam. Năm 1943, khi học đến chương trình Trung học, gia đình gửi ông lên Sài Gòn nhập học vào trường Lasan Tabert, Sài Gòn. Ông tốt nghiệp Trung học chương trình Pháp với văn bằng Tú tài toàn phần (Part II).

### Quân đội Quốc gia Việt Nam
Cuối tháng 6 năm 1953, thi hành lệnh động viên, ông nhập ngũ vào Quân đội Quốc gia, mang số quân: 51/121.320. Theo học khóa 4 Cương Quyết tại trường Sĩ quan Trừ bị Thủ Đức, khai giảng ngày 7 tháng 1 năm 1953. Ngày 1 tháng 6 năm 1954 mãn khóa tốt nghiệp với cấp bậc Thiếu úy. Ra trường, ông tình nguyện gia nhập Binh chủng Nhảy dù, được cử làm Trung đội trưởng trong Tiểu đoàn 6 Nhảy dù.

### Quân đội Việt Nam Cộng hòa
Cuối năm 1955, sau cuộc trưng cầu dân ý, Thủ tướng Ngô Đình Diệm đắc cử lên làm Tổng thống thay Quốc trưởng Bảo Đại, lập ra nền Đệ nhất Cộng hòa và đổi tên Quân đội Quốc gia Việt Nam thành Quân đội Việt nam Cộng hòa. Thời điểm này, ông được cử làm Đại đội trưởng Đại đội 2, Tiểu đoàn 6 Nhảy dù.
Đầu năm 1958, ông được thăng cấp Trung úy, tạm rời đơn vị Nhảy dù để biệt phái sang Bộ Nội vụ giữ chức vụ Chỉ huy trưởng Trung tâm Huấn luyện cán bộ Dinh điền. Đến đầu năm 1959, ông được thăng cấp Đại úy và được cử làm Sĩ quan Tuỳ viên cho Tổng thống Ngô Đình Diệm.
Giữa năm 1960, ông được thăng cấp Thiếu tá tại nhiệm. Trung tuần tháng 9 năm 1961, ông được bổ nhiệm chức vụ Tỉnh trưởng tỉnh Phước Thành thay thế Thiếu tá Nguyễn Minh Mẫn.
Đầu năm 1963, ông nhận lệnh bàn giao chức vụ Tỉnh trưởng lại cho Trung tá Đỗ Văn Diễn để trở lại đơn vị Nhảy dù. Tháng 11 cùng năm, sau cuộc đảo chính Tổng thống Diệm, ông được cử giữ chức Phụ tá hành quân cho trung tá Dư Quốc Đống Chỉ huy trưởng Chiến đoàn 1 Nhảy dù. Đầu tháng 2 năm 1964, sau cuộc Chỉnh lý của tướng Nguyễn Khánh, ông được cử giữ chức vụ Phụ tá hành quân cho Thiếu tá Bùi Kim Kha, Tham mưu trưởng Lữ đoàn Nhảy Dù.
Tháng 5 năm 1965, Ông được cử làm Tiểu đoàn trưởng Tiểu đoàn 5 Nhảy dù thay thế Thiếu tá Khiếu Hữu Diêu. Tháng 9 cùng năm, ông được lệnh bàn giao chức vụ Tiểu đoàn trưởng Tiểu đoàn 5 lại cho Đại úy Nguyễn Khoa Nam để lên giữ chức vụ Chiến đoàn trưởng Chiến đoàn 1 Nhảy dù thay thế Trung tá Bùi Kim Kha. Vào thời điểm cuối năm này Lữ đoàn Nhảy dù được bổ sung cấp số, chuyển đổi quy chế và đổi tên thành Sư đoàn Nhảy dù, đồng thời các Chiến đoàn được đổi tên thành Lữ đoàn.
Ngày Quân lực 19 tháng 6 năm 1966, ông được thăng cấp Trung tá tại nhiệm. Tháng 11 năm 1967, ông nhận lệnh bàn giao chức vụ chỉ huy Lữ đoàn 1 lại cho Thiếu tá Lê Quang Lưỡng để về Bộ Tư lệnh Sư đoàn giữ chức vụ Tham mưu trưởng.
Ngày Quốc khánh Đệ Nhị Cộng hòa 1 tháng 11 năm 1968, ông được đặc cách thăng cấp Đại tá tại nhiệm. Tháng 2 năm 1969, ông được cử giữ chức vụ Tư lệnh Phó Sư đoàn Nhảy dù. Tháng 4 năm 1971, ông được đặc cách tại mặt trận thăng cấp Chuẩn tướng tại nhiệm. Tháng 5 năm 1972, ông nhận lệnh bàn giao chức vụ Tư lệnh phó Sư đoàn Nhảy dù lại cho Đại tá Lê Quang Lưỡng.
Trong suốt thời gian phục vụ ở đơn vị Nhảy dù, từ đầu cho đến khi ông rời khỏi, Tư lệnh Binh chủng duy nhất chỉ có tướng Dư Quốc Đống.
Ngay sau khi rời chức vụ Tư lệnh phó Sư đoàn Nhảy dù, ông chuyển về Quân khu 4 để nhận chức vụ Tư lệnh Sư đoàn 21 Bộ binh thay thế Thiếu tướng Nguyễn Vĩnh Nghi được cử lên làm Tư lệnh Quân đoàn IV, Quân khu 4. Trung tuần tháng 8 cùng năm, ông được lệnh bàn giao Sư đoàn 21 lại cho Đại tá Chương Dzềnh Quay để chuyển về công tác ở Bộ Tổng tham mưu.
Tháng 10 năm 1973, ông được Tổng tham mưu trưởng Bộ Tổng tham mưu cử đến Quân khu 3 giữ chức Chánh Thanh tra Quân đoàn III và ông ở chức vụ này cho đến cuối tháng 4 năm 1975.
Trong thời gian ông làm Chánh thanh tra Quân đoàn III, trải qua 3 vị Tư lệnh Quân đoàn là các Trung tướng Phạm Quốc Thuần (10/1973-10/1974), Dư Quốc Đống (10/1974-1/1975) và Nguyễn Văn Toàn (1/1975-4/1975).

## Sau năm 1975
Sau ngày 30 tháng 4, ông ra trình diện Chính quyền Cách mạng và bị giam giữ từ Nam ra Bắc cho đến ngày 11 tháng 2 năm 1988 mới được trả tự do.
Năm 1995, ông từ trần tại Thành phố Hồ Chí Minh , hưởng thọ 64 tuổi. Sáu tháng sau, vợ cùng các con của ông được Chính phủ Hoa Kỳ bảo lãnh xuất cảnh theo diện H.O sang định cư tại miền bắc Tiểu bang California.